# Förvaltningsrätten i Luleå
Förvaltningsrätten i Luleå är en förvaltningsdomstol som ersatte Länsrätten i Norrbottens län den 15 februari 2010 och dömer i förvaltningsmål i första instans. Sedan den 1 oktober 2013 är Förvaltningsrätten i Luleå också migrationsdomstol, tillsammans med Förvaltningsrätterna i Stockholm, Göteborg och Malmö.

## Domkrets
Förvaltningsrättens domkrets är Norrbottens län.
Den omfattar alltså Arjeplogs, Arvidsjaurs, Bodens, Gällivare, Haparanda, Jokkmokks, Kalix, Kiruna, Luleå, Pajala, Piteå, Älvsbyns, Överkalix och Övertorneå kommuner.
När Förvaltningsrätten i Luleå dömer som migrationsdomstol är domkretsen en annan. Domkretsen omfattar då, förutom Norrbottens län, även Västerbottens län, Västernorrlands län samt Jämtlands län.

## Lagmän
- Till april 2010: Janåke Kvennberg. Från maj 2010: Victoria Bäckström.[3]